# كاستل دايانو
كاستل دايانو (بالإيطالية: Castel d'Aiano)‏ هي بلدية في مقاطعة بولونيا في إقليم إميليا رومانيا الإيطالي.

## السكان
في سنة 1861 بلغ عدد السكان 3٬770 نسمة، وتطور العدد ليصل في سنة 2011 لـ 1٬951 نسمة.
يظهر هذا المخطط البياني تطور النمو السكاني لـ كاستل دايانو